# 鲁南战役 (1940年)
鲁南战役中国又称鲁南反扫荡战役，是中国抗日战争中，中日双方发生的战役。
1940年4月14日，日、“伪”军进攻八路军根据地，双方交战30余次。